# Osvobozená republika
Osvobozená republika je filatelistický název série československých poštovních známek vydaných v letech 1920–1922, jejichž autorem je Vratislav Hugo Brunner. Jejich motivem je alegorie republiky – žena trhající okovy.
Známka byla vydávána knihtiskem od června 1920, jednotlivé známky platily maximálně do ledna 1925.

## Typy
Existuje 11 emisí známek v deseti nominálních hodnotách, pět z nich ve dvou různých variantách zoubkování, 40 h hnědá má dva podtypy.

Kromě těchto základních typů existuje mnoho deskových vad, nejznámější jsou tzv. vajíčko v pase a bezhlavá postava.

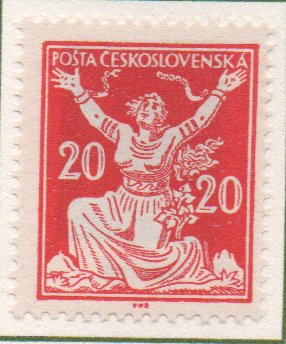
20 h červená
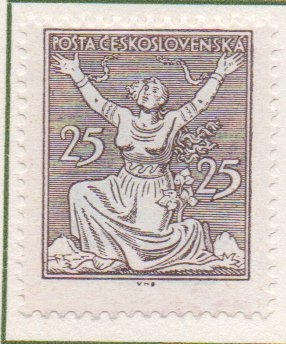
25 h šedohnědá
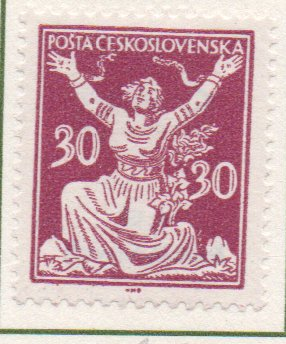
30 h červenofialová
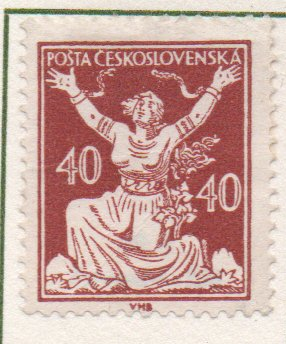
40 h hnědá
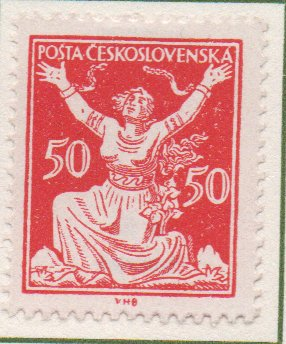
50 h červená
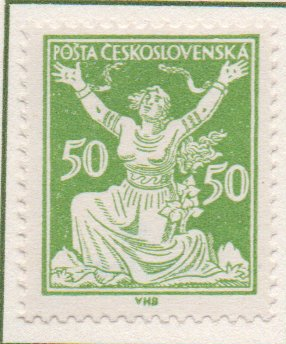
50 h zelená
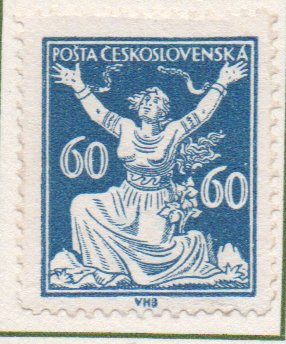
60 h modrá
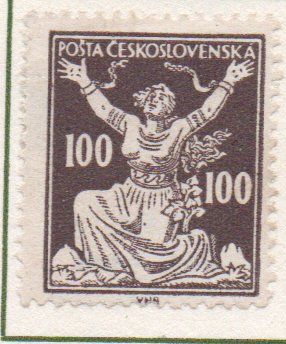
100 h hnědá
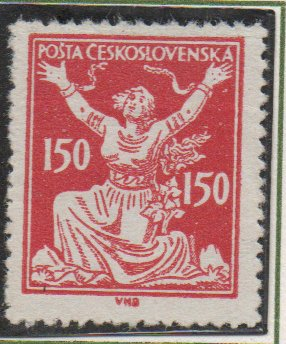
150 h červená
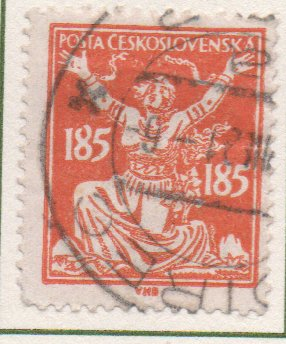
185 h oranžová
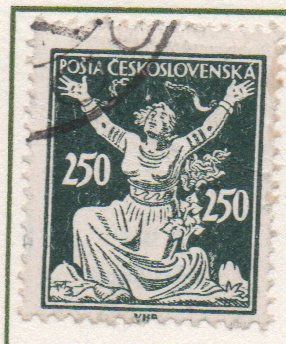
250 h šedozelená

### Přetisk

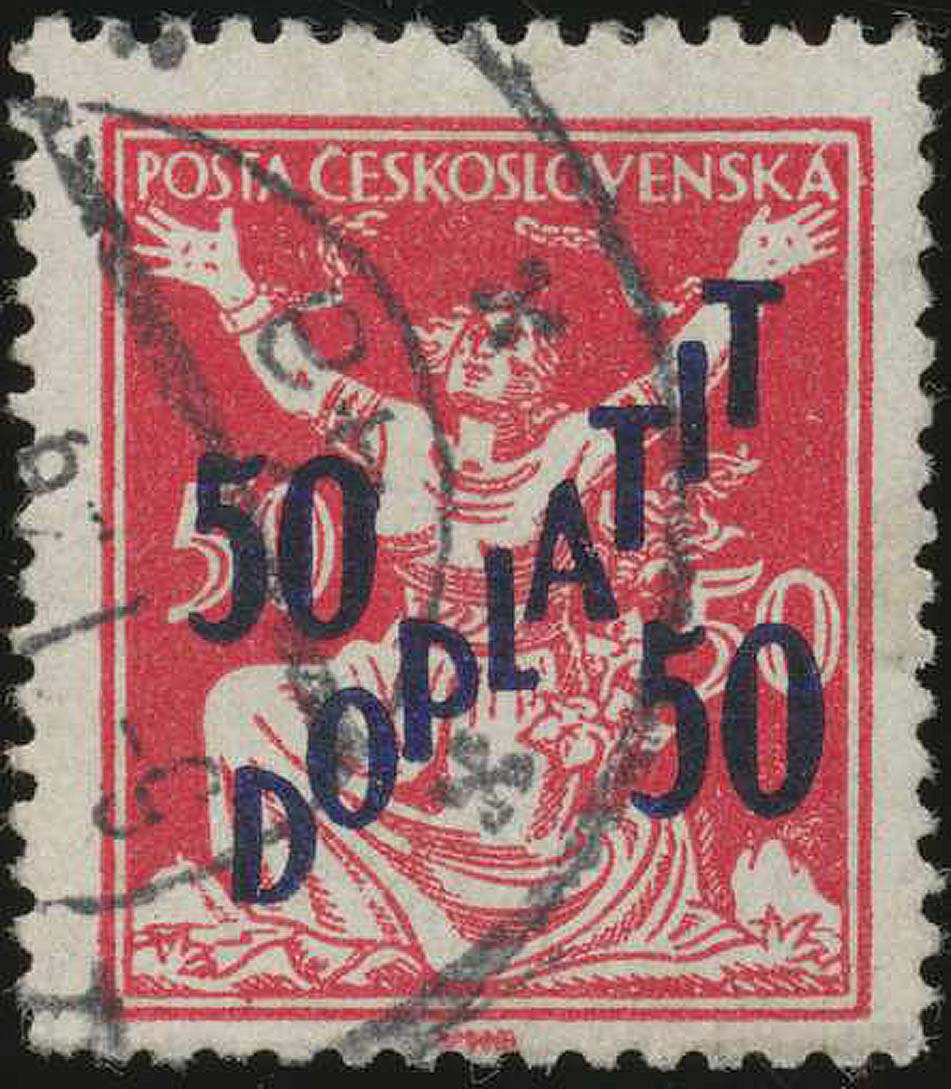
Raritní přetisk 50/50

V roce 1927 byly, tehdy již neplatné, známky opatřeny přetiskem a používány jako doplatní. Kromě červených známek s hodnotou 20 a 150 haléřů se omylem dostal přetisk 50 h i na několik známek s hodnotou 50 h, je známa existence 18 takových kusů a jedná se o jednu z nejvzácnějších československých známek s katalogovou cenou přes 1 milion Kč. V roce 2022 byla tato známa prodána za 2,9 milionu Kč. Nejvyšší cena v aukci byla zaznamenána v září 2024, kdy byl jeden exemplář vydražen v aukčním domě Burda Auction za 4 000 000 Kč.

Česká pošta vydala v roce 2020 známku s motivem tohoto chybotisku a existuje i stříbrná mediale s tímto motivem.

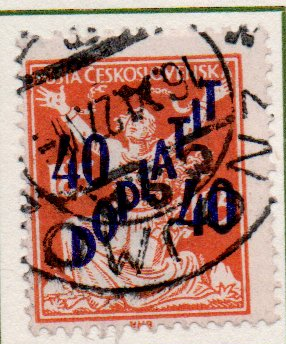
Doplatní 40/185 h
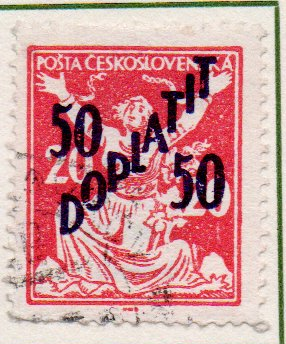
Doplatní 50/20 h
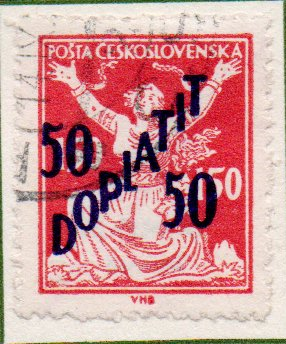
Doplatní 50/150 h
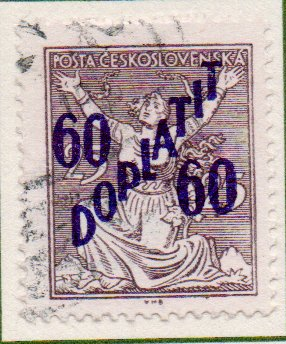
Doplatní 65/25 h
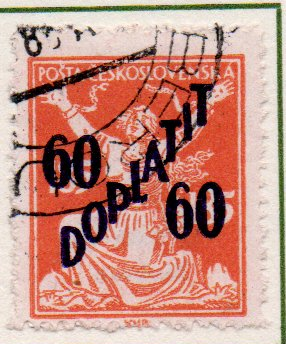
Doplatní 60/185 h
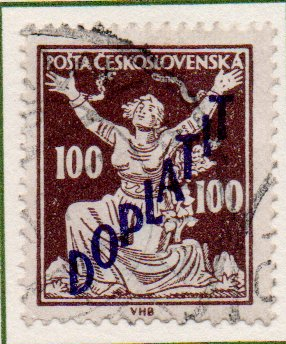
Doplatní 100 h
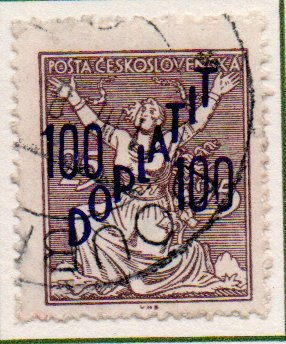
Doplatní 100/25 h

## Pozdější použití motivu
Motiv Osvobozené republiky byl později využit ještě na několika dalších známkách:
- V roce 1986 známka v hodnotě 1 Kčs v sérii Den československé poštovní známky (Karel Svolinský/Josef Herčík)[5]
- V roce 1997 známka hodnoty 3,60 Kč v sérii Tradice české známkové tvorby (Jiří Rathouský/Bohumil Šneider)[6]
- V roce 2020 známka v hodnotě „B“ v sérii Známka na známce s motivem přetisku 50/50 (Kamil Knotek)[7]